# Friedland-Gedächtnisstätte

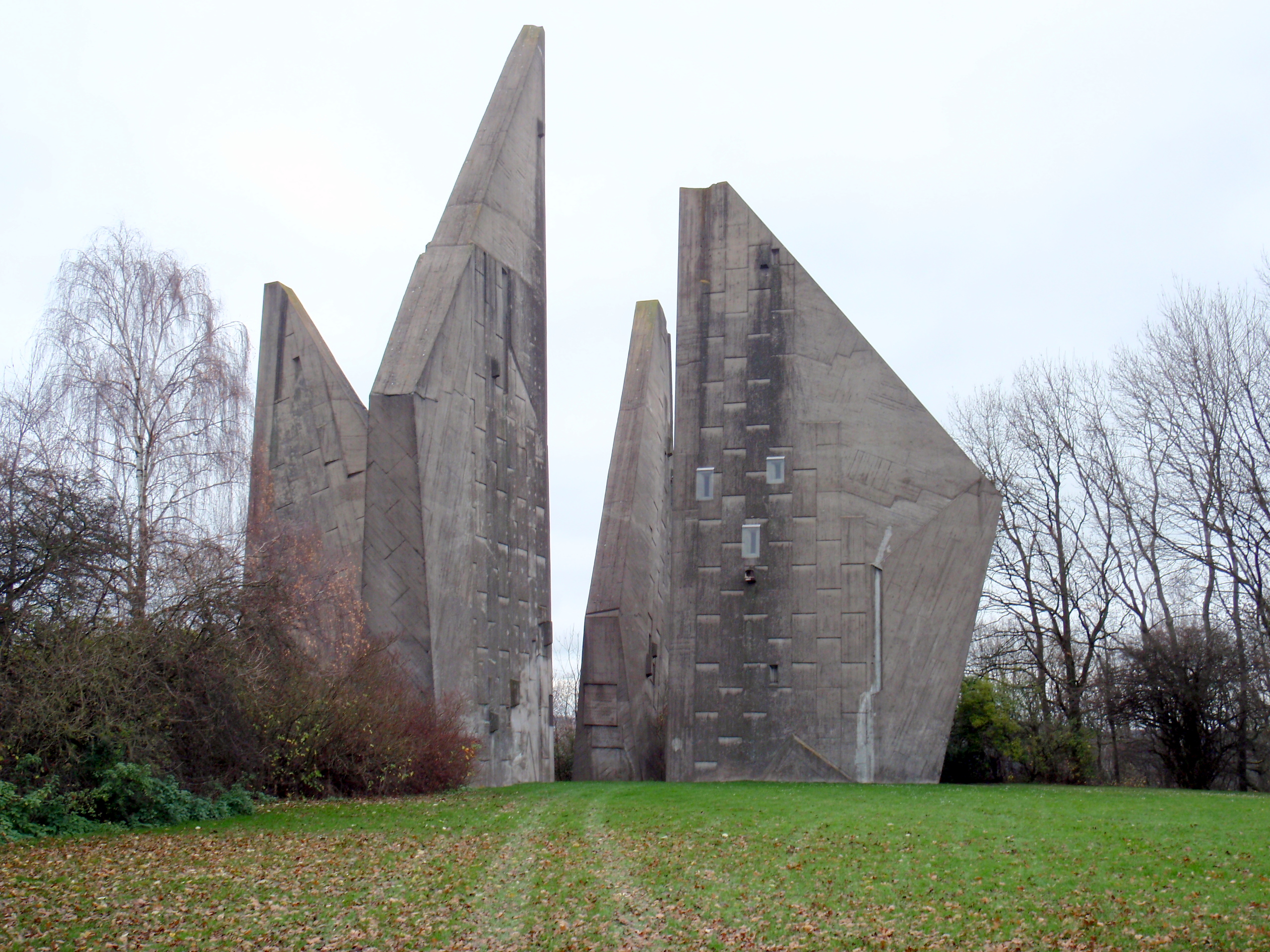
Gedächtnisstätte von Westen (2010)

Die Friedland-Gedächtnisstätte (auch Heimkehrer-Denkmal) in Friedland (Niedersachsen) ist ein Denkmal für die deutschen Heimatvertriebenen und Heimkehrer. 

## Geschichte
Das aus vier 28 m hohen, stelenartigen Betonsegmenten bestehende Werk der Künstler Martin Bauer und Hans Wachter wurde 1966/67 als Heimkehrerdenkmal errichtet. Es entstand auf der Erhebung des Hagenbergs oberhalb der Ortschaft Friedland, in der sich das Lager Friedland als Grenzdurchgangslager, zuerst seit September 1945 für heimatvertriebene Deutsche aus den ehemals deutschen Ostgebieten und dem Sudetenland, befindet. Bauherr der Gedenkstätte war der Verband der Heimkehrer, Kriegsgefangenen und Vermisstenangehörigen Deutschlands, der als Initiator auftrat und 1964 eine erste Haus- und Straßensammlung von Spenden zur Errichtung des Denkmals organisiert hatte. 
Erste Intentionen zur Errichtung einer solchen Gedenkstätte stammten ab 1957 von Konrad Adenauer, der auch am 15. Mai 1966 den Grundstein legte. Bereits 1958 wurde zu diesem Zweck ein fünf Hektar großes Gelände auf dem Hagenberg angekauft, finanziert durch private Spenden. Eingeweiht wurde das Denkmal am 15. Oktober 1967 vom damaligen niedersächsischen Ministerpräsidenten Georg Diederichs. 1979 besuchte Bundespräsident Karl Carstens das Heimkehrer-Denkmal. Die Gemeinde Friedland führt das Denkmal als Wahrzeichen in ihrem Gemeindewappen.

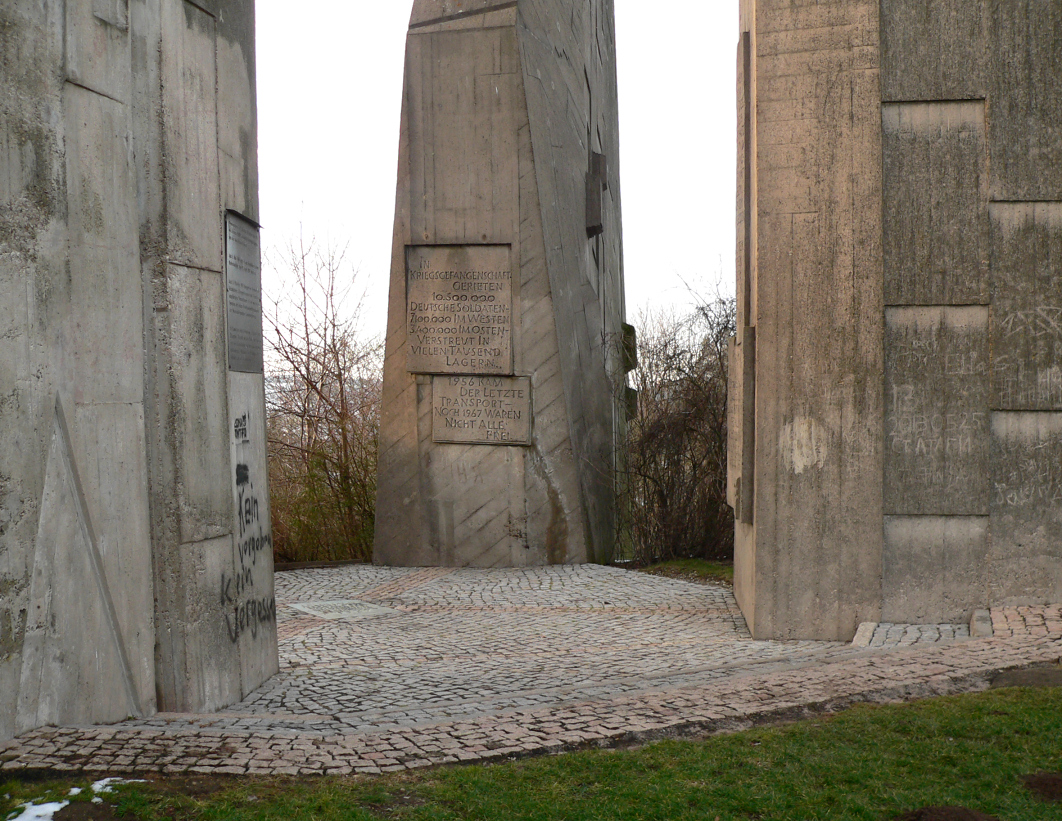
Innerer Bereich (2014)
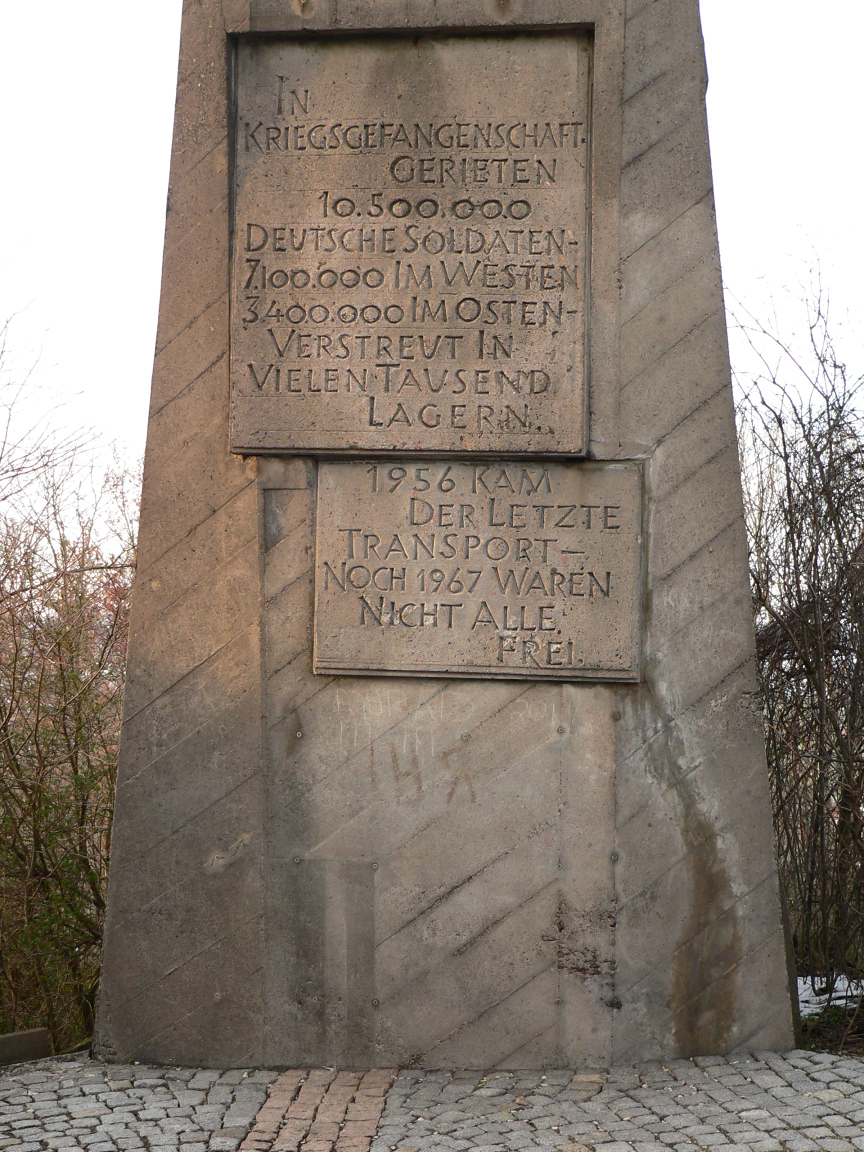
Stele der Kriegsgefangenen (2014)
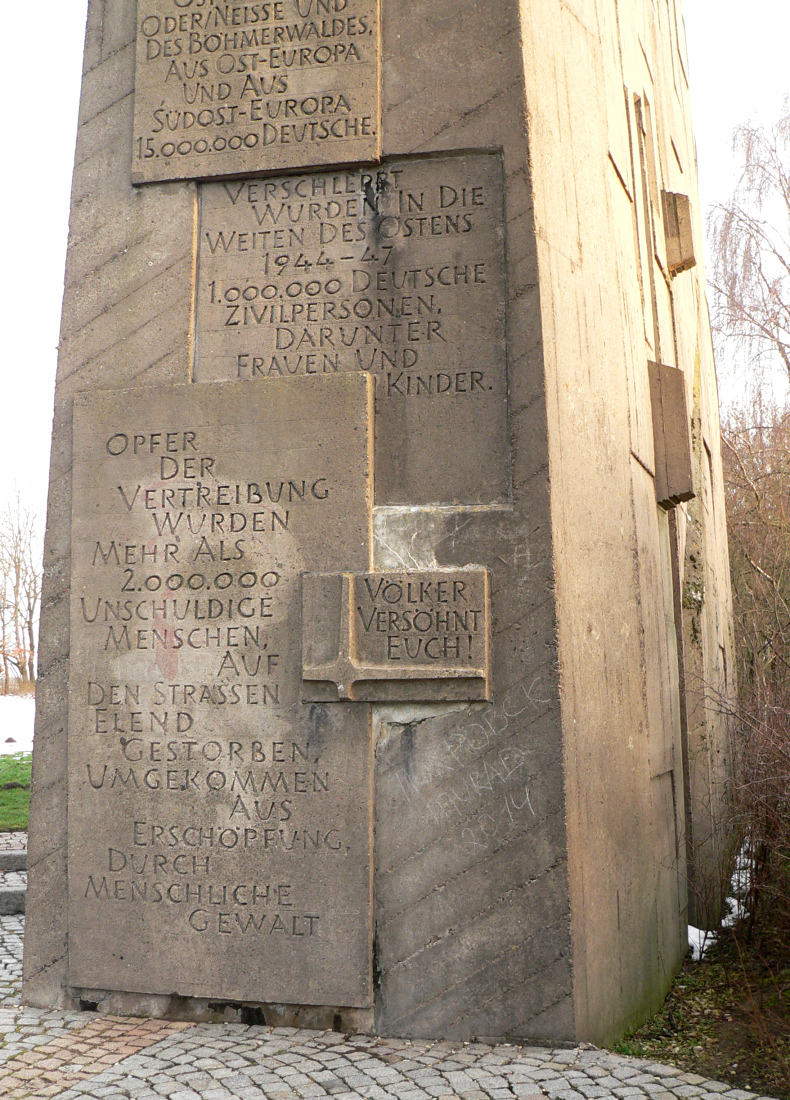
Stele der Vertriebenen und Verschleppten (2014)
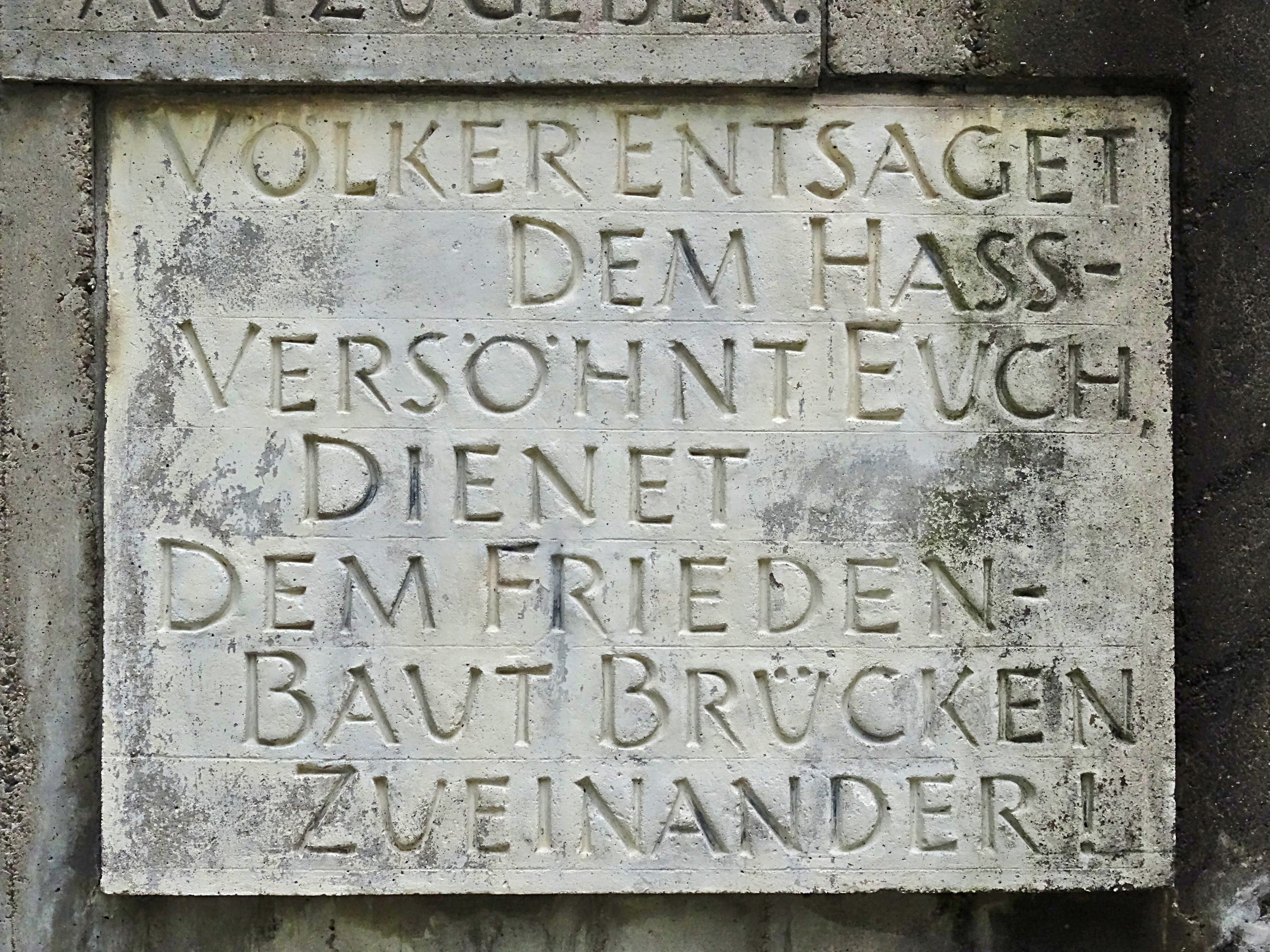
Mahnung
Wappen der Gemeinde Friedland

## Beschreibung und Inschriften
Die monumentale und weithin als Landmarke sichtbare Gedächtnisstätte stellt vier offene Tore dar und widmet sich in ihren Inschriften nahezu ausschließlich dem Schicksal der deutschen Opfer in Folge des Zweiten Weltkriegs. Auf zwölf Tafeln lenkt es den Blick in die Vergangenheit, beziffert die Zahl der getöteten Soldaten, der Kriegsgefangenen, Verschollenen, Vertriebenen und Verschleppten, um schließlich die „Mahnung an die Nachwelt, Freiheit und Menschenwürde niemals aufzugeben“ auszusprechen: „Völker versöhnt euch!“, „Völker entsaget dem Hass – versöhnt euch, dienet dem Frieden – baut Brücken zueinander!“
Die auf 12 Tafeln angebrachten Inschriften des Denkmals lauten:
1. WIR KAMEN AUF DEN STRASSEN DES KRIEGES, DER GEFANGENSCHAFT, FLUCHT UND VERFOLGUNG – AUS DER HEIMAT VERTRIEBEN. 50 MILLIONEN MENSCHEN LIESSEN AUF ALLEN KONTINENTEN UND MEEREN IHR LEBEN: GEFALLEN, GETÖTET, UMGEKOMMEN.
2. 9.340.900 DEUTSCHE BLIEBEN IM 2. WELTKRIEG: 2.892.000 FIELEN ALS SOLDATEN, 2.846.000 ZIVILPERSONEN UND 1.250.000 KRIEGSGEFANGENE STARBEN; VERSCHOLLEN BLIEBEN: 1.163.600 SOLDATEN IM KAMPF, 100.300 IN KRIEGSGEFANGENSCHAFT, 1.089.000 ZIVILPERSONEN.
3. Heiliges Kreuz
4. VERTRIEBEN WURDEN NACH 1945 AUS DER HEIMAT OSTWÄRTS DER ODER/NEISSE UND DES BÖHMERWALDES, AUS OSTEUROPA UND AUS SÜDOSTEUROPA 15.000.000 DEUTSCHE
5. VERSCHLEPPT WURDEN IN DIE WEITEN DES OSTENS 1944–47 1.000.000 DEUTSCHE ZIVILPERSONEN, DARUNTER FRAUEN UND KINDER.
6. OPFER DER VERTREIBUNG MEHR ALS 2.000.000 UNSCHULDIGE MENSCHEN, AUF DEN STRASSEN ELEND GESTORBEN, UMGEKOMMEN AUS ERSCHÖPFUNG, DURCH MENSCHLICHE GEWALT
7. VÖLKER VERSÖHNT EUCH!
8. IN KRIEGSGEFANGENSCHAFT GERIETEN 10.500.000 DEUTSCHE SOLDATEN – 7.100.000 IM WESTEN, 3.400.000 IM OSTEN – VERSTREUT IN VIELEN TAUSEND LAGERN
9. 1956 KAM DER LETZTE TRANSPORT – NOCH 1967 WAREN NICHT ALLE FREI
10. 1967 ERRICHTETEN HEIMKEHRER DIESES MAHNMAL
11. DANKZEICHEN FÜR DIE ERRETTUNG – MAHNUNG AN DIE NACHWELT, FREIHEIT UND MENSCHENWÜRDE NIEMALS AUFZUGEBEN
12. VÖLKER ENTSAGET DEM HASS – VERSÖHNT EUCH, DIENET DEM FRIEDEN – BAUT BRÜCKEN ZUEINANDER![3]

## Kritik und geplante Weiterentwicklung
Die textliche Ausgestaltung des Denkmals wurde in der Vergangenheit kritisch bewertet. So würden die „Inschriften auf der Gedenkstätte [...] den Ursprung und die Verantwortung für die Verbrechen des Zweiten Weltkriegs [verschweigen] und [...] die eigentlichen Opfer des Nationalsozialismus nicht“ benennen. Im April 2024 kündigte das Museum Friedland an, mit einer Arbeitsgruppe aus Jugendlichen aus dem Ort Friedland sowie Bürgern das Denkmal erweitern und mit kommentierenden Texten versehen zu wollen. Die Umsetzung soll in Kooperation mit Studierenden der Hochschule für Bildende Künste Braunschweig erfolgen und die bauliche Umsetzung soll bis 2026 realisiert werden.